# Kyrgyz State University of Construction Transportation and Architecture
Kyrgyz State University of Construction Transportation and Architecture är ett universitet i Kirgizistan. Det ligger i den norra delen av landet, i huvudstaden Bisjkek.